# John Paul Meier
Pour les articles homonymes, voir Meier.
John Paul Meier, né le 8 août 1942 dans le Bronx à New York et mort 18 octobre 2022 à South Bend dans l'Indiana, est un prêtre catholique américain de l'archidiocèse de New York, spécialiste en exégèse biblique et enseignant à l'université Notre-Dame-du-Lac.

## Biographie

### Formation
John Paul Meier fait ses études au séminaire Saint-Joseph, où il devient bachelor of Art (équivalent à la licence) en 1964, puis est licencié en théologie en 1968 à la Grégorienne à Rome, et enfin en 1976, à l'Institut biblique pontifical, il obtient un doctorat en Écritures saintes.

### Carrière
John Paul Meier est ordonné prêtre dans la Basilique Saint-Pierre de Rome, en 1967, et est fait prélat d'honneur de la Maison pontificale (Monsignor) par le pape Jean-Paul II en 1994.
Il est rédacteur de The Catholic Biblical Quarterly et président de la Catholic Biblical Association. Il enseigne à l'université catholique d'Amérique à Washington, D.C.
Il est professeur de Nouveau Testament au département de théologie de l'université Notre-Dame-du-Lac dans l'Indiana.

## Position et œuvre
John Paul Meier est considéré comme l'un des plus grands exégètes contemporains.
Son œuvre principale est : A Marginal Jew : Rethinking the Historical Jesus
- vol. 1, The Roots of the Problem and the Person, 1991 ;
- vol. 2, Mentor, Message, and Miracles, 1994 ;
- vol. 3, Companions and Competitors, 2001 ;
- vol. 4, Law and Love, 2009 ;
- vol. 5, Probing the Authenticity of the Parables, 2016.

Il s'agit d'une gigantesque enquête sur l'homme historique qui devient bien après sa mort le Christ. Cette étude est d'une scientificité radicale ; mais elle renforce le lien entre la foi chrétienne et la méthodologie historique. Ce travail utilise les critères d'historicité (embarras, discontinuité, attestation multiple principalement) pour identifier ce qui peut remonter au « Jésus historique » du point de vue d'un « conclave imaginaire » qui regrouperait des spécialistes du Christ agnostiques, juifs ou chrétiens. Même si cela revient à identifier trois types de situations (remontant à Jésus, inventé postérieurement, non liquet et donc indéterminé) pour comprendre au plus près ce que fut l'homme Jésus, John Paul Meier n'est pas dans la démarche radicale de « démythologisation » qui fut celle de Rudolf Bultmann.
Un article du journal le Monde du 23 décembre 2005 a parlé de ce livre sur Jésus comme étant « l'enquête la plus approfondie, la plus honnête, la plus scientifiquement construite que l'on puisse lire aujourd'hui sur le Jésus historique », ajoutant à propos de Meier que « l'on reste ébloui par la rigueur de la méthode, la finesse des analyses, la justesse des conclusions », et précisant que « son examen des sources (...) rend obsolète des centaines d'études où la part de l'imagination intellectuelle (...) l'emporte de loin sur l'objectivité de l'historien et la réalité des textes. »
C'est ce que confirme l'exégète Patrick Royannais disant de l'ouvrage sur Jésus « qu'il peut être considéré comme le magistral bilan d'un siècle de recherches historiques sur Jésus. ».
L'ensemble du travail de John Paul Meier a pour but de comprendre la judéité de Jésus, et d'en faire donc sortir son image de celle issue d'un univers occidental qui lui est étranger.

## Publications
- La traduction française de A Marginal Jew : Rethinking the Historical Jesus aux éditions du Cerf est : Un certain juif, Jésus. Les données de l'histoire :
  - vol. 1, Les sources, les origines, les dates, 2004  (ISBN 9782204070362) ;
  - vol. 2, La parole et les gestes, 2005 ;
  - vol. 3, Attachements, affrontements, ruptures, 2005 ;
  - vol. 4, La Loi et l'amour, 2009 ;
  - vol. 5, Enquête sur l'authenticité des paraboles, 2018[5].
- Jésus et le divorce, Paris, Cerf (2015)